# Westfield (hrabstwo Marquette)
Westfield – miasto w Stanach Zjednoczonych, w stanie Wisconsin, w hrabstwie Marquette.